# Кокрейн, Томас, 10-й граф Дандональд
Томас Кокрейн, 10-й граф Дандональд, маркиз Мараньян (англ. Thomas Cochrane, 10th Earl of Dundonald, Marques do Maranhão; 14 декабря 1775[…], Гамильтон, Ланаркшир — 31 октября 1860[…], Кенсингтон, Мидлсекс) — британский адмирал и политик, кавалер большого креста ордена Бани. Прототип литературных персонажей Джека Обри и капитана Хорнблауэра.

## Биография
В 1793 году поступил на службу в Королевский флот на 28-пушечный фрегат HMS Hind под командованием капитана Александра Кокрейна. В 1795 году был назначен исполняющим обязанности лейтенанта на 38-пушечный фрегат HMS Thetis. После службы в Америке лорд Кокрейн в 1798 году вернулся домой и был назначен восьмым лейтенантом на флагманский 98-пушечный HMS Barfleur, под флагом главнокомандующего в Средиземном море адмирала лорда Кейта. В 1799 году его обвинили в неуважении к первому лейтенанту корабля Филиппу Биверу (англ. Philip Beaver) и приговорили к денежному штрафу. В том же году ему поручили командование призовым французским линейным кораблём Généreux. Корабль попал в шторм и спасён был только благодаря действиям самого Кокрейна и его брата, исполнявшего обязанности простого матроса на верхней палубе, так как бо́льшая часть призовой команды слегла с морской болезнью.
28 мая 1800 года Кокрейн был произведён в чин коммандера и назначен командиром 14-пушечного шлюпа HMS Speedy. Командуя им на Средиземном море, он захватил свыше 50 вражеских судов. 6 мая 1801 года взял на абордаж испанский 32-пуш. фрегат El Gamo с экипажем из 319 человек. 21 июля 1801 года бриг был перехвачен французской эскадрой из трёх линейных кораблей контр-адмирала Линуа и после ожесточённого сопротивления захвачен (в знак признания храбрости Кокрейну вернули шпагу). Возвратившись из плена после заключения Амьенского мира Кокрейн использовал свободное время для образования, посещая лекции в Эдинбургском университете.
В 1803 году война возобновилась и Кокрейну дали командование над 22-пушечным шлюпом HMS Arab с приказом охранять рыболовные суда у Оркнейских островов. Бывший французский корсар, вооружённый не по британским стандартам он был слишком медленным для кипучей натуры своего капитана (позже в своих воспоминаниях Кокрейн презрительно окрестил его «мой угольщик»). Тем не менее даже с таким неповоротливым кораблём Кокрейн умудрился захватить американское торговое судно Chatham, чем создал совершенно нежелательные осложнения для британского правительства. В результате его от греха подальше перевели капитаном на 32-пушечный фрегат HMS Pallas и отправили к западному побережью Франции.
Командуя последовательно 32-пушечным HMS Pallas и 38-пушечным HMS Imperieuse он провёл серию выдающихся по своей дерзости и успеху операций: захват «купцов», высадки на побережье, атаки военных кораблей в устьях рек, атаки береговых фортов и сигнальных станций. Французы оценили его деятельность по достоинству, присвоив прозвище «волка морей» (фр. le loup des mers); в английском же флоте за ним укрепилась репутация решительного и удачливого капитана (кроме того за это время он получил 75 тыс. фунтов призовых). 11 апреля 1809 года отряд брандеров под командой Кокрейна ночью атаковал французскую эскадру на Баскском рейде, близ Рошфора. Атака увенчалась успехом, но если бы не нежелание командующего флотом адмирала Гамбье оказать помощь, последствия могли бы быть для французов и вовсе катастрофическими. За этот успех Кокрейн был награждён орденом Бани. Однако Кокрейн потребовал военно-полевого суда над Гамбье за неоказание поддержки. Суд хотя и признал недостаточность поддержки, но в целом действия адмирала оправдал, в результате строптивый капитан приобрёл этим множество недоброжелателей, что отразилось на его продвижении по службе.
Не получив командования, Кокрейн занялся политикой, будучи избран в Парламент от Вестминстера. Здесь он примкнул к оппозиции и начал язвительно критиковать как своих бывших сослуживцев, так и политику лорда Каслри. Одними словами Кокрейн не ограничивался — в 1810 году он организовал и возглавил защиту дома своего политического союзника Френсиса Бердетта, находящегося на Пикадилли (последнего должны были арестовать по постановлению Палаты общин). Меры, принятые Кокрейном, оказались настолько эффективными, что для взятия дома правительству пришлось бы произвести настоящий штурм, разрушив при этом половину улицы и понеся большие потери. К счастью верх взял здравый смысл и Бердетт предпочёл пойти на переговоры. В 1814 году против Кокрейна было выдвинуто обвинение в подлоге на бирже, и, несмотря на его утверждения о невиновности, он был исключён и из Палаты общин, и из списка морских офицеров.

### На службе в Чили, Бразилии, Перу и Греции
В 1818 году Кокрейн принял приглашение чилийского президента Бернардо О’Хиггинса занять пост командующего чилийским флотом. В августе на бриге Rose вместе с женой леди Кэтрин и двумя детьми он отправляется в Вальпараисо. Проходя мимо острова Святой Елены, Кокрейн пытался увидеться с Наполеоном, чтобы предложить ему пост императора Южной Америки. На берег его не пустила охрана. Позднее из Чили он тайно посылал на остров своего эмиссара, но к этому времени Наполеон уже был смертельно болен.
28 ноября 1818 года Кокрейн прибыл в Чили, где вскоре поднял вице-адмиральский флаг на 50-пушечном фрегате Higgins. Имея под началом разношёрстные корабли не лучшего качества, в условиях интриг и зависти, постоянных невыплат жалования и бунтов среди команд Кокрейн не только привёл этот флот в боеспособное состояние, но и одержал ряд побед (в частности взятие испанского фрегата Esmeralda на рейде Кальяо и захват Вальдивии).
Перейдя на службу в перуанский флот, он организовывает его столь же превосходным образом и совершенно очищает от испанцев всю южную часть Тихого океана.
Возникшие трения между ним и правительствами Чили и Перу заставили его оставить службу, но в это время началась война за отделение Бразилии и 23 марта 1823 года Кокрен возглавил флот этой страны, подняв свой флаг на корабле Pedro Primero. Действуя столь же успешно, он совершенно очистил от флота, на сей раз португальского, бразильское побережье, за что новоиспечённым бразильским императором Педру I был возведён в титул маркиза Мараньяо и награждён орденом Южного Креста.
Известия о начале восстания в Греции заставили Кокрейна направиться в Европу. Получив команду над греческим флотом в марте 1827 года, Кокрейн связал своё имя с заговором и убийством греческого военачальника Караискакиса и самым большим поражением повстанцев за все годы Освободительной войны Греции 1821—1829 годов (Битва при Фалероне). Его попытка реабилитироваться на море, организовав в мае 1827 года поход греческого флота в Египет, не имела никакого успеха.
В декабре 1828 года он тайком покинул Грецию на паруснике Unicorn и вернулся через 8 месяцев на парусно-паровом «Гермесе». Иоанн Каподистрия, возглавивший Грецию к этому времени, отказался принять его и передал Кокрейну, чтобы он снял со своего мундира все греческие знаки различия и покинул страну как можно быстрее.
Тем временем в Англии с него были сняты предъявленные 15 лет назад обвинения, что позволило возвратиться на родину.

### Снова на службе в Королевском флоте
После восшествия на престол короля Вильгельма IV лорд Томас вернулся на службу в британский Королевский флот в чине контр-адмирала синей эскадры, однако долгое время не получал назначения. 3 января 1848 года граф Дандональд был произведён в чин вице-адмирала, и вскоре был назначен главнокомандующим Североамериканской и Вест-Индской станцией. В течение трёх лет занимал этот пост, после чего вернулся на родину и более никогда не назначался к командованию на море. 8 декабря 1857 года Томас Кокрейн, граф Дандональд был произведён в чин адмирала красной эскадры.

## Звания
- Лейтенант (27.5.1796)
- Коммандер (28.3.1800)
- Капитан (8.8.1801)

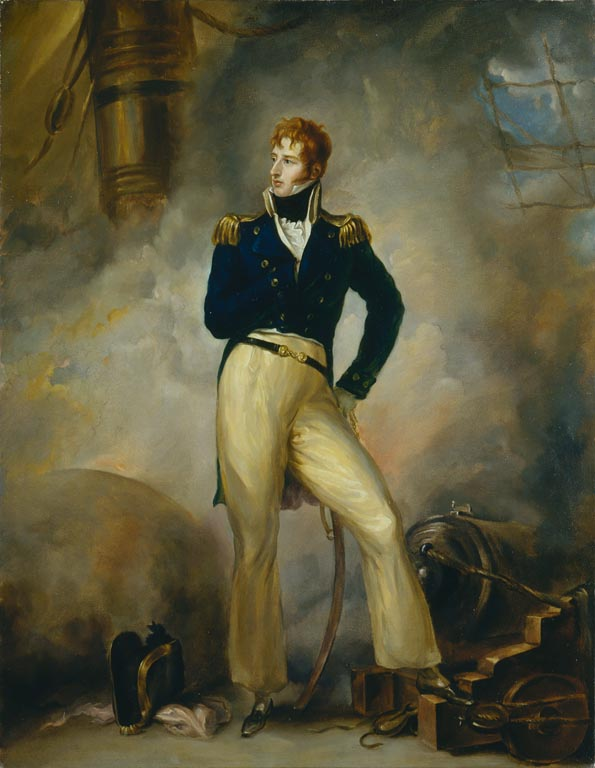
Лорд Кокрейн на портрете 1807 года

- Контр-адмирал синей эскадры (2.5.1832)
- Контр-адмирал белой эскадры (10.1.1837)
- Контр-адмирал красной эскадры (28.6.1838)
- Вице-адмирал синей эскадры (23.11.1841)
- Вице-адмирал белой эскадры (9.11.1846)
- Вице-адмирал красной эскадры (3.1.1848)
- Адмирал синей эскадры (21.3.1851)
- Адмирал белой эскадры (2.4.1852)
- Адмирал красной эскадры (8.12.1857)

## Почётные должности
- Контр-адмирал Соединённого королевства Великобритании и Ирландии

## Семья
В 1812 году Томас Кокрейн на гражданской церемонии женился на Кэтрин («Кэти») Фрэнсис Корбет Барнс (ок. 1796 — 26 января 1865), дочери Томаса Барнса и Фрэнсис Корбет. Супруги вновь поженились в англиканской церкви в 1818 году и в шотландской церкви в 1825 году. У супругов было шестеро детей:
- Томас Барнс Кокрейн, 11-й граф Дандональд (18 апреля 1814 — 15 января 1885), старший сын и преемник отца. Женат с 1847 года на Луизе Гарриет Маккиннон.
- Достопочтенный Уильям Горацио Бернардо Кокрейн (8 марта 1818 — 6 февраля 1900), с 1844 года женат на Якобине Фрэнсис Николсон.
- Элизабет Кэтрин Кокрейн, умерла незадолго до своего первого дня рождения.
- Леди Кэтрин Элизабет Кокрейн (9 декабря 1821 — 25 августа 1869), c 1840 года замужем за Джоном Уиллисом Флемингом.
- Адмирал Достопочтенный сэр Артур Окленд Леопольд Педро Кокрейн (24 сентября 1824 — 20 августа 1905)
- Капитан Достопочтенный Эрнест Грей Лэмбтон Кокрейн (4 июня 1834 — 2 февраля 1911), 1-я жена с 1864 года Аделаида Блэколл; 2-я жена с 1866 года Элизабет Фрэнсис Мария Кэтрин Доэрти.

### Комментарии
1. ↑  
Вопрос о степени вины Кокрейна вызвал  много споров[11]. В 1830 году умер король Георг IV  и ему наследовал Вильгельм IV , симпатизировавший  Кокрейну[12].  После заседания Тайного совета в мае 1832 года Кокрейн был помилован и восстановлен в военно-морском списке с повышением до контр-адмирала[13]. Поддержка со стороны друзей в правительстве и работ популярных морских авторов, таких как Фредерик Марриет и Мария Грэм, усилили общественное сочувствие к Кокрейну. В мае 1847 года при личном вмешательстве королевы Виктории было восстановлено рыцарское звание Кокрейна и он был назначен кавалером Большого креста Ордена Бани[14][15].